# 羽黒村 (栃木県)
羽黒村（はぐろむら）は、栃木県の中部、河内郡に属していた村である。

## 地理
山田川を境に、東側は関東平野北端の平地、西側は標高300 - 400 メートル級の山地・丘陵地が広がる。
- 山岳：羽黒山、矢倉山
- 河川：鬼怒川、西鬼怒川、山田川

## 歴史
- 1889年（明治22年）4月1日 - 町村制施行により、中里村、免之内村、金田村、高松村、冬室村、関白村、宮山田村、今里村、松田新田、上田村が合併し河内郡羽黒村が成立する。
- 1955年（昭和30年）4月1日 - 絹島村と合併して上河内村となり消滅。
- 1994年（平成6年）7月1日 - 上河内村が町制施行して上河内町となる。
- 2007年（平成19年）3月31日 - 上河内町が河内町とともに宇都宮市へ編入される。

### 村名の由来
村の象徴である羽黒山および羽黒山神社にちなんで命名された。

## 行政
村役場は中里1012番地に置かれていた。絹島村と合併して上河内村が発足すると、絹島村役場が上河内村役場本庁、羽黒村役場は支所となった。1959年（昭和34年）に中里181番地3（現・宇都宮市上河内地区市民センター）に新庁舎が建設されたことで、本庁・支所ともに役割を終えた。
- 羽黒村長

| 代 | 氏名       | 就任                       | 退任                       | 備考 |
| -- | ---------- | -------------------------- | -------------------------- | ---- |
| 1  | 小野政造   | 1889年（明治22年）5月7日   | 1893年（明治26年）5月26日  |      |
| 2  | 小野政造   | 1893年（明治26年）5月27日  | 1897年（明治30年）5月26日  |      |
| 3  | 小野政造   | 1897年（明治30年）5月27日  | 1901年（明治34年）5月26日  |      |
| 4  | 小野政造   | 1901年（明治34年）5月27日  | 1902年（明治35年）3月10日  |      |
| 5  | 手塚武三郎 | 1902年（明治35年）3月31日  | 1906年（明治39年）3月30日  |      |
| 6  | 手塚武三郎 | 1906年（明治39年）3月31日  | 1907年（明治40年）3月30日  |      |
| 7  | 笹沼権太   | 1907年（明治40年）4月12日  | 1911年（明治44年）4月11日  |      |
| 8  | 手塚武三郎 | 1911年（明治44年）4月12日  | 1915年（大正4年）4月9日    |      |
| 9  | 阿部実     | 1915年（大正4年）4月10日   | 1915年（大正4年）10月20日  |      |
| 10 | 手塚唯一郎 | 1915年（大正4年）12月22日  | 1916年（大正5年）12月16日  |      |
| 11 | 笹沼権太   | 1916年（大正5年）12月26日  | 1920年（大正9年）12月25日  |      |
| 12 | 笹沼権太   | 1920年（大正9年）12月26日  | 1924年（大正13年）12月25日 |      |
| 13 | 笹沼権太   | 1924年（大正13年）12月26日 | 1925年（大正14年）4月13日  |      |
| 14 | 大岡恒次郎 | 1926年（大正15年）5月12日  | 1927年（昭和2年）9月11日   |      |
| 15 | 大岡恒次郎 | 1927年（昭和2年）9月27日   | 1931年（昭和6年）9月7日    |      |
| 16 | 大岡恒次郎 | 1931年（昭和6年）10月5日   | 1932年（昭和7年）2月4日    |      |
| 17 | 手塚六一郎 | 1932年（昭和7年）2月13日   | 1936年（昭和11年）2月12日  |      |
| 18 | 手塚騰     | 1936年（昭和11年）2月13日  | 1940年（昭和15年）2月12日  |      |
| 19 | 手塚騰     | 1940年（昭和15年）2月13日  | 1944年（昭和19年）2月12日  |      |
| 20 | 小林岸次郎 | 1944年（昭和19年）2月13日  | 1946年（昭和21年）1月9日   |      |
| 21 | 市塙伝一   | 1946年（昭和21年）2月18日  | 1946年（昭和21年）12月19日 |      |
| 22 | 関根鬼子蔵 | 1947年（昭和22年）4月8日   | 1951年（昭和26年）4月4日   |      |
| 23 | 手塚温     | 1951年（昭和26年）4月26日  | 1955年（昭和30年）3月31日  |      |

出典:『栃木県町村合併誌 第四巻』, p. 249-250